# Daegu Korea Powertrain FC
Daegu KAPEC FC war ein Fußballfranchise aus der Stadt Daegu in Südkorea. Der Verein war K3-League-Mitglied und Gründungsmitglied der ersten Spielzeit. Der Verein wurde für die Korea-Powertrain-Mitarbeiter gegründet.

## Geschichte

### Ersten Jahre (2004–2006)
Gegründet wurde der Verein 2004 von der Korea-Powertrain-Firma. Zwischen 2004 und 2006 spielten sie in nicht von der KFA anerkannten, verschiedenen Amateurligen.

### K3-League-Zeit (2007–2008)
Nachdem die K3 League gegründet worden war, trat der Verein dem Amateurverband der KFA bei und durfte in der ersten Spielzeit am Spielbetrieb mitteilnehmen. Für ihre erste Saison bekamen sie für ihr Heimstadion eine Ausnahmegenehmigung. Für die erste Saison zogen sie in das Daegu-Ersatzstadion. Als Trainer wurde Shin Ki-dong verpflichtet.
In der Hinrunde erreichte der Verein einen beachtlichen 4. Platz. Die Rückrunde verlief eher nicht so gut – dort wurde man 6. Platzierter. Der Verein konnte sich für die Meisterschaftsspiele der K3 League nicht qualifizieren. Bester Torschütze ihres Teams wurde mit 9 Treffern Kim Hwan-su.
Für die neue Saison musste der Verein ein geeignetes Stadion finden, da die K3 League keine weitere Ausnahmegenehmigung erteilen würde. Da der Verein aber kein geeignetes Stadion für ihre Heimspoiele fand, durfte der Verein nicht mehr an der K3 League teilnehmen und wurde ausgeschlossen. Daraufhin löste sich der Verein 2008 auf.

### Historie-Übersicht
| Saison | Liga      | Kl. | Vereine | Spiele | Pl. | S | U | N | Tore  | Pkt. | KFA Cup            | K3-League-Play-Off | Trainer      |
| 2007   | K3 League | 3   | 10      | 18     | 6.  | 8 | 4 | 6 | 37:37 | 28   | nicht qualifiziert | Keine Teilnahme    | Shin Ki-dong |

## Stadion
| Stadion | Name                | Eigentümer            | Eröffnung | Nutzungszeitraum | Nutzungszeitraum |
| Stadion | Name                | Eigentümer            | Eröffnung | Von              | Bis              |
| ------- | ------------------- | --------------------- | --------- | ---------------- | ---------------- |
|         | Daegu-Ersatzstadion | Stadtverwaltung Daegu | 2001      | 2007             | 2007             |